# Groupama-FDJ/Saison 2018
Diese Liste beschreibt die Mannschaft und die Erfolge des Radsportteams Groupama-FDJ in der Saison 2018.

## Erfolge in der UCI WorldTour
| Datum         | Rennen                     | Sieger         |
| ------------- | -------------------------- | -------------- |
| 4. März       | 1. Etappe Paris-Nizza      | Arnaud Demare  |
| 9. März       | 6. Etappe Paris-Nizza      | Rudy Molard    |
| 16. Juni      | 8. Etappe Tour de Suisse   | Arnaud Demare  |
| 26. Juli      | 18. Etappe Tour de France  | Arnaud Demare  |
| 9. August     | 6. Etappe Polen-Rundfahrt  | Georg Preidler |
| 9. September  | 15. Etappe Vuelta a España | Thibaut Pinot  |
| 14. September | 19. Etappe Vuelta a España | Thibaut Pinot  |
| 13. Oktober   | Il Lombardia               | Thibaut Pinot  |

## Erfolge in der UCI Europe Tour
| Datum          | Rennen                                   | Kat. | Sieger           |
| -------------- | ---------------------------------------- | ---- | ---------------- |
| 31. Januar     | 1. Etappe Étoile de Bessèges             | 2.1  | Marc Sarreau     |
| 2. Februar     | 3. Etappe Étoile de Bessèges             | 2.1  | Marc Sarreau     |
| 1. April       | La Roue Tourangelle                      | 1.1  | Marc Sarreau     |
| 4. April       | 2. Etappe Circuit Cycliste Sarthe        | 2.1  | Marc Sarreau     |
| 16.–20. April  | Gesamtwertung Tour of the Alps           | 2.HC | Thibaut Pinot    |
| 8. Mai         | 1. Etappe Vier Tage von Dünkirchen       | 2.HC | Marc Sarreau     |
| 13. Mai        | 6. Etappe Vier Tage von Dünkirchen       | 2.HC | Olivier Le Gac   |
| 20. Mai        | 3. Etappe Tour de l’Ain                  | 2.1  | Arthur Vichot    |
| 18.–20. Mai    | Gesamtwertung Tour de l’Ain              | 2.1  | Arthur Vichot    |
| 17. Juni       | 4. Etappe Route d’Occitanie              | 2.1  | Anthony Roux     |
| 24. Juni       | Paris–Chauny                             | 1.1  | Ramon Sinkeldam  |
| 15. August     | 1. Etappe Tour du Limousin               | 2.1  | Anthony Roux     |
| 21. August     | 1. Etappe Tour du Poitou-Charentes       | 2.1  | Arnaud Demare    |
| 22. August     | 2. Etappe Tour du Poitou-Charentes       | 2.1  | Arnaud Demare    |
| 23. August     | 3. Etappe Tour du Poitou-Charentes       | 2.1  | Arnaud Demare    |
| 23. August     | 4. Etappe Tour du Poitou-Charentes (EZF) | 2.1  | Arnaud Demare    |
| 24. August     | 5. Etappe Tour du Poitou-Charentes       | 2.1  | Arnaud Demare    |
| 21.–24. August | Gesamtwertung Tour du Poitou-Charentes   | 2.1  | Arnaud Demare    |
| 4. Oktober     | Paris–Bourges                            | 1.1  | Valentin Madouas |
| 10. Oktober    | Mailand–Turin                            | 1.HC | Thibaut Pinot    |

## Nationale Straßen-Radsportmeister
| Datum    | Rennen                                           | Sieger            |
| -------- | ------------------------------------------------ | ----------------- |
| 21. Juni | Schwedische Meisterschaft – Einzelzeitfahren     | Tobias Ludvigsson |
| 23. Juni | Kanadische Meisterschaft – Straßenrennen         | Antoine Duchesne  |
| 29. Juni | Österreichische Meisterschaft – Einzelzeitfahren | Georg Preidler    |
| 1. Juli  | Französische Meisterschaft – Straßenrennen       | Anthony Roux      |
| 1. Juli  | Schweizer Meisterschaft – Straßenrennen          | Steve Morabito    |

## Mannschaft
| Teamkader 2018                            | Teamkader 2018     | Teamkader 2018 | Teamkader 2018                    |
| Name                                      | Geburtsdatum       | Land           | Vorheriges Team                   |
| ----------------------------------------- | ------------------ | -------------- | --------------------------------- |
| Bruno Armirail                            | 11. April 1994     | Frankreich     | Occitane CF (2017)                |
| William Bonnet                            | 25. Juni 1982      | Frankreich     | BBox Bouygues Telecom (2010)      |
| Davide Cimolai                            | 13. August 1989    | Italien        | Lampre-Merida (2016)              |
| Mickaël Delage                            | 6. August 1985     | Frankreich     | Omega Pharma-Lotto (2010)         |
| Arnaud Démare                             | 26. August 1991    | Frankreich     | CC Nogent-sur-Oise (2011)         |
| Antoine Duchesne                          | 12. September 1991 | Kanada         | Direct Énergie (2017)             |
| David Gaudu                               | 10. Oktober 1996   | Frankreich     | Côtes d'Armor-Marie Morin (2016)  |
| Jacopo Guarnieri                          | 14. August 1987    | Italien        | Katusha (2016)                    |
| Daniel Hoelgaard                          | 1. Juli 1993       | Norwegen       | Joker (2015)                      |
| Ignatas Konovalovas                       | 8. Dezember 1985   | Litauen        | Marseille 13 KTM (2015)           |
| Matthieu Ladagnous                        | 12. Dezember 1984  | Frankreich     | Entente Sud Gascogne (2005)       |
| Olivier Le Gac                            | 27. August 1993    | Frankreich     | BIC 2000 (2014)                   |
| Tobias Ludvigsson                         | 22. Februar 1991   | Schweden       | Giant-Alpecin (2016)              |
| Valentin Madouas                          | 12. Juli 1996      | Frankreich     | BIC 2000 (2016)                   |
| Rudy Molard                               | 17. September 1989 | Frankreich     | Cofidis, Solutions Crédits (2016) |
| Steve Morabito                            | 30. Januar 1983    | Schweiz        | BMC Racing Team (2014)            |
| Thibaut Pinot                             | 29. Mai 1990       | Frankreich     | Club Cycliste d'Étupes (2009)     |
| Georg Preidler                            | 17. Juni 1990      | Österreich     | Team Sunweb (2017)                |
| Sébastien Reichenbach                     | 28. Mai 1989       | Schweiz        | IAM Cycling (2015)                |
| Anthony Roux                              | 18. April 1987     | Frankreich     | UV Aube (2007)                    |
| Jérémy Roy                                | 22. Juni 1983      | Frankreich     |                                   |
| Marc Sarreau                              | 10. Juni 1993      | Frankreich     | Armée de terre (2014)             |
| Romain Seigle                             | 11. Oktober 1994   | Frankreich     | Club Cycliste d'Étupes (2017)     |
| Ramon Sinkeldam                           | 9. Februar 1989    | Niederlande    | Team Sunweb (2017)                |
| Benjamin Thomas                           | 12. September 1995 | Frankreich     | Armée de terre (2017)             |
| Benoît Vaugrenard                         | 5. Januar 1982     | Frankreich     |                                   |
| Arthur Vichot                             | 26. November 1988  | Frankreich     | CR4C Roanne (2009)                |
| Léo Vincent                               | 6. November 1995   | Frankreich     | Club Cycliste d'Étupes (2016)     |
|                                           |                    |                |                                   |
| Quellen: ProCyclingStats Cycling Quotient |                    |                |                                   |